# بيل ريتشاردسون (لاعب كرة قاعدة)
بيل ريتشاردسون (بالإنجليزية: Bill Richardson)‏ هو لاعب كرة قاعدة أمريكي، ولد في 24 يناير 1878 في سالم في الولايات المتحدة، وتوفي في 6 نوفمبر 1949 في سوليفان في الولايات المتحدة.

## وصلات خارجية
- بيل ريتشاردسون على موقعبيزبول رفرنس.كوم (الدوري الرئيسي) (الإنجليزية)
- بيل ريتشاردسون على موقعبيزبول رفرنس.كوم (الدوري الثانوي) (الإنجليزية)